# Ryvarden fyr
Ryvarden fyr ligger ved Mølstrevåg i Sveio kommune, 12 kilometer nord for Haugesund. Fyret ligger på Ryvardneset, med det vejrudsatte havområde Sletta mod syd og Bømlafjorden mod nord.
Der går en 2 km grusvej ud til fyret, men den er ikke åben for bilkørsel. Vejen er åben året rundt og man kan både gå og cykle til fyret. Der går en fin tursti mellem Ryvarden og Lyngholmen.

## Historie
Ryvarden har været et sømærke i over tusind år. I den islandske Landnámabók fortælles, at den opdagelsesrejsende Floke Vilgerdson i 869 byggede en varde, þar er mætist Hordaland ok Rogaland, og varden blev kaldt FIokavarði (Floke-varden). Denne varde blev benyttet til grundmur, da fyret blev udvidet i 1861. Varden lå på det sted, hvor Floke blotede, mens han lå i Mølstrevåg og ventede på vind.  Ifølge sagaen tryllede han også kraft ind i tre ravne, som viste ham vej over havet til Island,  deraf hans tilnavn "Ravne-Floke". Vel ankommet Island tog han land i Vatnsfjörður, men landnamet mislykkedes. Floke gav dog landet dets nuværende navn, Island, efter drivisen nordfra. 
Thormod Torfæus skrev i Historia Norvegiæ (1711) at dette navn stadig var i brug, men at bønderne kaldte stedet Ryevarden. Stedet ligger lidt nord for den nuværende grænse mellem Hordaland og Rogaland. Det første led i stednavnet forbindes med Ryfylke, der stammer fra det norrøne folkenavn rygir (ligesom Rügen sandsynligvis med betydningen "rugdyrkerne"). Men tolkningen er uvis, og navnet har også været sat i forbindelse med "grænselinje". 
Det første fyr på Ryvarden kom i 1849. Den første fyrvogter var Jon Simonsen Mølstre, til daglig også kaldt "Jo Berget". Han var købmand i Mølstrevåg i midten af 1800-tallet og fyrvogter. Der blev bygget nyt fyr eller udvidet en række gange frem til sidste fyrmesterbolig fra 1958. Under en af udbygningerne blev der taget sten fra Floke-varden til brug som grundmur. Der blev i 1994 rejst en ny varde til minde om den gamle. 

## Ryvarden kulturfyr
Fyret blev automatiseret og fraflyttet i 1984. Siden 1992 har Ryvarden været brugt til kulturelle aktiviteter og omtales som Ryvarden kulturfyr. På stedet er der i dag et galleri, Galleri Ryvarden, i fyrmesterboligen fra 1958. Der er også kafédrift, et kunstatelier, Floke-museet og en repræsentationsbolig. Bygningerne på Ryvarden bliver også benyttet til anden kulturel aktivitet, blandt andet har gruppen Vamp  indspillet flere af sine plader der. Sveio kommune købte i april 2005 bygningerne ved Ryvarden fyr fra Kystverket for 750.000 kroner.

## Minde om Sleipnerforliset
Ved Ryvarden fyr er der også et mindesmærke over Sleipner-forliset,  som skete tæt ved. Hurtigbåden MS Sleipner gik på grund på skæret Store Bloksen og sank den 26. november 1999. 16 personer omkom i forliset.

## Tusenårssted
Ryvarden fyr er Sveio kommunes tusenårssted.